# 香港中文大学（深圳）
香港中文大学（深圳）（ホンコンちゅうぶんだいがく シンセン、中国語: 香港中文大学（深圳）、英語: The Chinese University of Hong Kong, Shenzhen）は、広東省深圳市竜崗区に本部を置く中華人民共和国の研究型大学である。略称は港中大（深圳）（こうちゅうだい・しんせん）、港中深（こうちゅうしん）、CUHK-Shenzhen。
中国教育部の承認のもと深圳大学と香港中文大学の協力協定に基づいて中外合弁大学として2014年に設立された。香港中文大学の分校ではなく独立した法人格を持つ大学である。

## 沿革
- 2011年3月：深圳市政府と香港中文大学が枠組協定に調印し、香港中文大学深圳学院の建設計画に合意。
- 2011年7月：深圳大学と香港中文大学が正式な協力協定を締結。
- 2012年：中国教育部の承認を取得。
- 2013年：香港中文大学（深圳）理事会が設置され、香港中文大学の学長が理事長を兼務。
- 2014年3月21日：香港中文大学（深圳）が正式に設立。
- 2014年：経済・経営学部、人文社会科学学部が設立。
- 2015年：理工学部が設立。
- 2016年：逸夫書院、学勤書院と思廷書院が大学最初の3つの構成カレッジとして設立。
- 2018年：祥波書院が大学の4番目の構成カレッジとして設立。
- 2020年8月：データサイエンス学部、音楽学部が設立。医学部の創設が決定。
- 2021年：医学部が正式に設立。
- 2022年：道揚書院、厚含書院が設立。
- 2024年：公共政策大学院が設立。
- 2025年：人工知能学部が設立。[2]永平書院が大学初の修士学生対象の構成カレッジとして設立。

## 著名な関係者
- アリー・ウォーシェル：生化学者
- ブライアン・コビルカ：生化学者

## 日本の交流・交換協定校
- 上智大学
- 早稲田大学
- 青山学院大学
- 名古屋商科大学
- 広島大学
- 東洋大学
- 関西学院大学
- 大阪大学
- 神戸大学